# 큰검은날다람쥐
큰검은날다람쥐(Aeromys tephromelas)는 다람쥐과에 속하는 설치류이다. 인도네시아 브루나이와 말레이시아에서 발견된다. 서식지는 일차림과 이차림, 정원이고 나무 구멍 속에서 산다. 과일과 견과류, 기타 식물을 먹는다. 멸종 위협을 받지 않는 것으로 추정되며, 서식지 감소에 적응하고 있다.